# Кайбасово
Кайба́сово (
сибирскотат. 
Посейнын-аул) — бывшая деревня в Кривошеинском районе Томской области. Располагалась на территории современного Иштанского сельского поселения на 1051–1053 км левого берега Оби. На картах XX в. отмечается Кайбасовский яр.

## Население
Б.О. Долгих определяет юрты Койбасовы как возможно самые южные селькупские по Оби. В конце XIX в. в деревне проживали обские татары. В XIX в. переселяются русские. К началу 20 века обские татары полностью ассимилировались.
По переписи 1897 года основным населением были обские татары.

## История
Первые упоминания относятся к XVII веку.
В 1740 году немецкий историк Г. Ф. Миллер писал о деревне в «Путешествии по воде вниз по Томи и Оби от Томска до Нарыма. 1740 год» следующее:
Кайбасовы юрты, по-татарски Посейнын-аул, на западном берегу, в 6 верстах от села Николаевского по прямой сухопутной дороге, а по реке, которая здесь делает небольшой поворот на восток, насчитывается около 10 верст. Там насчитывают 10 татарских жилищ Соргулиной волости.

По переписи 1897 года здесь проживало 41 человек из них 36 татар и 5 русских. Входила в состав Соргулинской волости. Татары этой волости причесляли себя к роду Эушта-Аймак.